# Єгуновце (община)
Община Єгуновце (мак. Општина Јегуновце) — община в Північній Македонії. Адміністративний центр — село Єгуновце. Розташована на північному заході  Македонії, Полозький статистично-економічний регіон, з населенням 10 790 мешканців, які проживають на площі — 176,93 км².

## Населення

### Етнічний склад
Розподіл населення за національністю за переписом 2002 року. 
| Національність      | Відсоток |
| ------------------- | -------- |
| македонці           | 55,26%   |
| албанці             | 44,02%   |
| серби               | 1,01%    |
| роми                | 0,38%    |
| турки               | 0,04%    |
| боснійці            | 0,01%    |
| інші/не визначилися | 0,28%    |

### Мовний склад
Розподіл населення за рідною мовою за переписом 2002 року. 
| Мова                | Відсоток |
| ------------------- | -------- |
| македонська         | 55,72%   |
| албанська           | 43,05%   |
| сербська            | 0,55%    |
| ромська             | 0,38%    |
| турецька            | 0,04%    |
| інші/не визначилися | 0,26%    |

### Релігійний склад
Розподіл населення за віросповіданням за переписом 2002 року. 
| Релігія             | Відсоток |
| ------------------- | -------- |
| православні         | 56,33%   |
| мусульмани          | 43,49%   |
| католики            | 0,03%    |
| інші/не визначилися | 0,15%    |